# Spermacoce phyteumoides
Spermacoce phyteumoides är en måreväxtart som beskrevs av Bernard Verdcourt. Spermacoce phyteumoides ingår i släktet Spermacoce och familjen måreväxter.

## Underarter
Arten delas in i följande underarter:
- S. p. caerulea
- S. p. phyteumoides